# مرصد تمير
مرصد تمير هو أحد مراصد الأهلة في المملكة العربية السعودية في تمير بمنطقة الرياض. أسس المرصد عام 1436هـ بإشراف من بلدية تمير، ومنذ ذلك الوقت وهو يشارك بقية مراصد المملكة في رصد الأهلة بعد دعوة من المحكمة العليا بالمملكة للتحري.

### التأسيس والتاريخ
ترجع أنشطة الترائي في منطقة تمير إلى عشرينات القرن العشرين، حيث اعتاد أهالي البلدة على تحرّي أهلة الشهور القمرية من مواقع مرتفعة قبل انتشار الإضاءة الحديثة. وقد اشتهرت عائلة البرغش في تمير بهذا المجال؛ بدءًا من إبراهيم البرغش ثم ابنه عبد الرحمن ثم حفيده متعب، الذين عُرفوا بحدة البصر ومساهمتهم الكبيرة في رصد الأهلة على مدى قرن تقريبًا. ظلّ الترائي يُمارس بجهود أهلية لعقود، حتى جرى إنشاء مقر المرصد الحديث في عام 1436هـ (2015م) تحت إشراف بلدية تمير. ومنذ ذلك الحين أصبح المرصد يشارك بقية المراصد الرسمية في المملكة في رصد أهلة الأشهر الهجرية، وذلك استجابةً لدعوة المحكمة العليا بتحرّي الهلال في المناسبات المهمة (مثل دخول شهر رمضان أو شوال أو ذي الحجة). وقد مثّل تأسيس المرصد الجديد انتقالًا من الموقع القديم الذي اعتمده المتراؤون سابقًا إلى موقع أكثر تطورًا وتجهيزًا خلال السنوات الأخيرة.

### الموقع
يقع المرصد في مركز تمير التابع إداريًا لمحافظة المجمعة في منطقة الرياض وسط المملكة. تتمركز بلدة تمير ضمن إقليم سدير على بُعد يقارب 140 كيلومترًا شمال غرب مدينة الرياض، عند خط عرض حوالي 25°42′ شمالًا وخط طول 45°52′ شرقًا. وقد اختير موقع المرصد الجديد في أطراف البلدة من الجهة الغربية فوق ربوة مرتفعة تضمن أفضلية للرصد الفلكي. يتميّز الموقع بطبيعة صخرية مرتفعة قليلة الأتربة مما يوفر أفقًا غربيًا صافياً لتحرّي الهلال. كما أن أضواء المدينة تقع خلف المرصد (إلى الشرق منه) فلا تؤثر على مجال الرؤية الأمامي. يبلغ ارتفاع مرصد تمير حوالي 680 مترًا فوق مستوى سطح البحر (أي نحو 80 مترًا فوق سطح الأرض المجاورة)، مما يجعله موقعًا مثاليًا لإنشاء المرصد من الناحية الفلكية. هذه العوامل الطبيعية تساعد المترائين في تمير على رصد الهلال، خاصة أن صفاء الجو وخلوّه من الغبار يُعدّان من أهم شروط نجاح تحرّي الأهلة.

## وصلات خارجية
- مرصد تمير - يوتيوب
- الوسم : مرصد تمير
- مرصد تمير صحيفة صدي الالكترونية.